# Роттюм (Гронінген)
Роттюм (нід. Rottum) — село в нідерландській провінції Гронінген. Входить до муніципалітету Гет-Гогеланд.
Його площа становить 0,12км², а населення станом на 2021 рік складало 90 осіб.
Наприкінці 12-го сторіччя німецькі монахи-бенедиктинці збудувала на сучасній території села монастир. Наприкінці 19-го сторіччя будівлі монастиря були зруйновані, а на їх місці було зведено протестанську церкву.

## Галерея

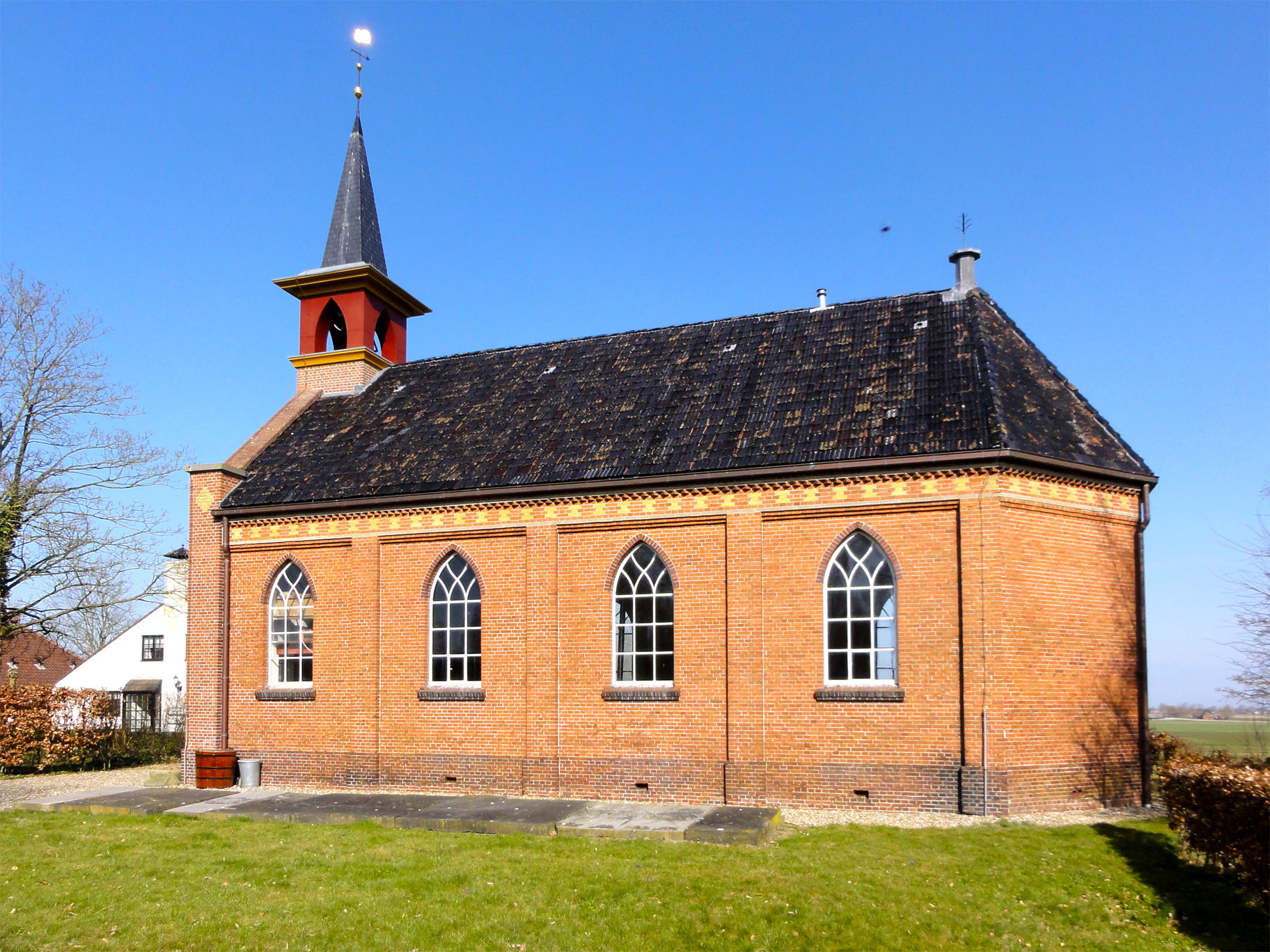
Сільська церква
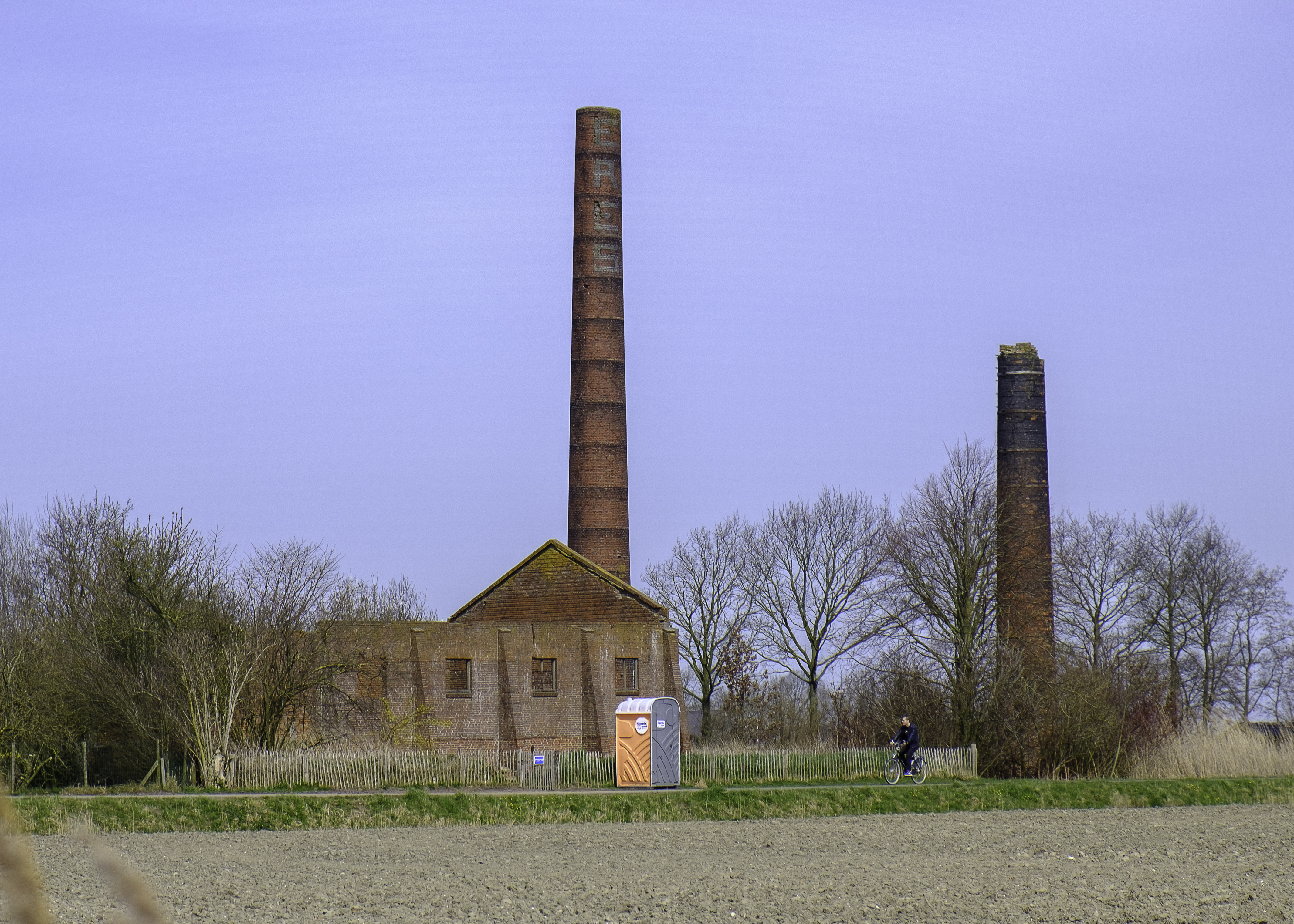
Колишній цегляний завод
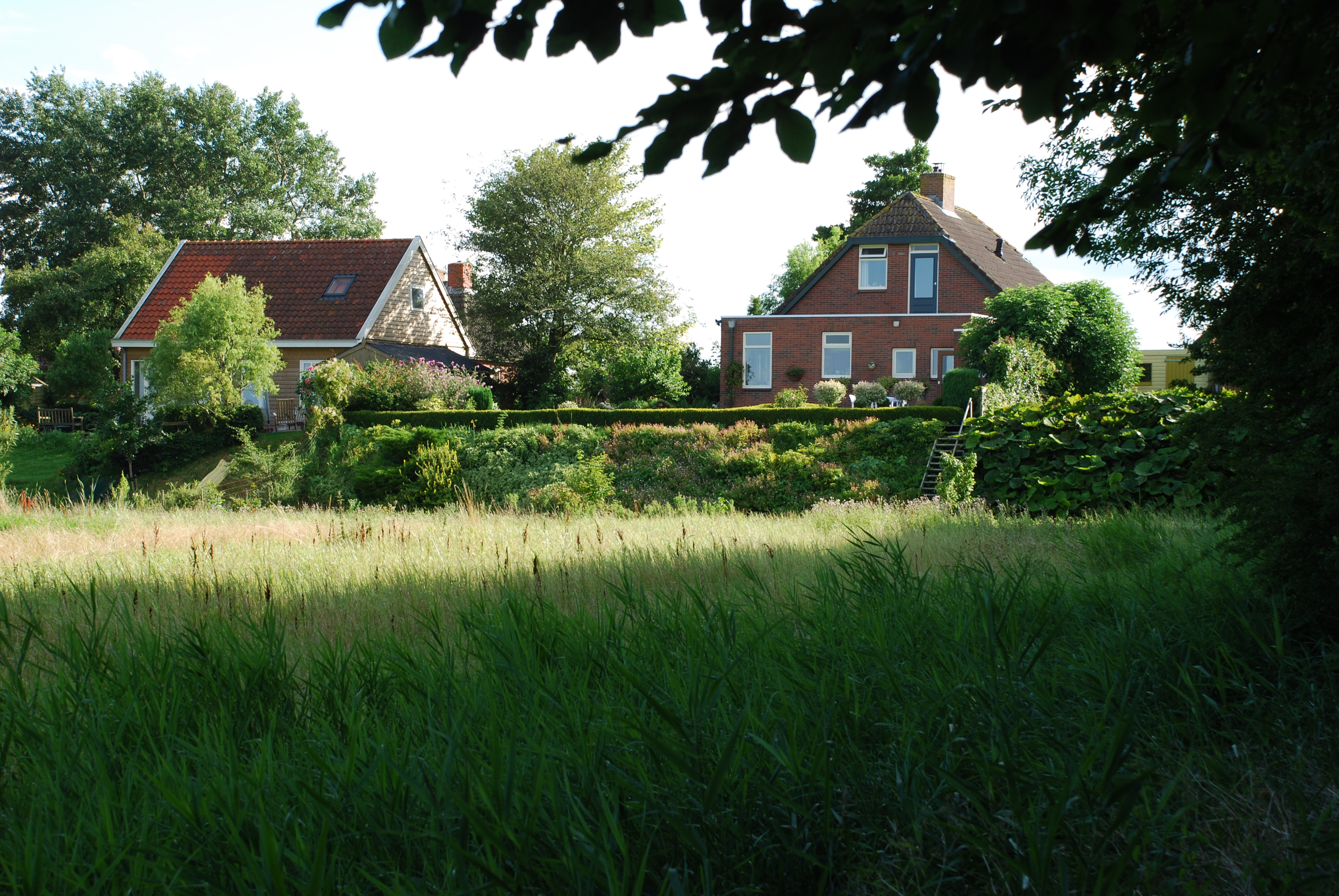
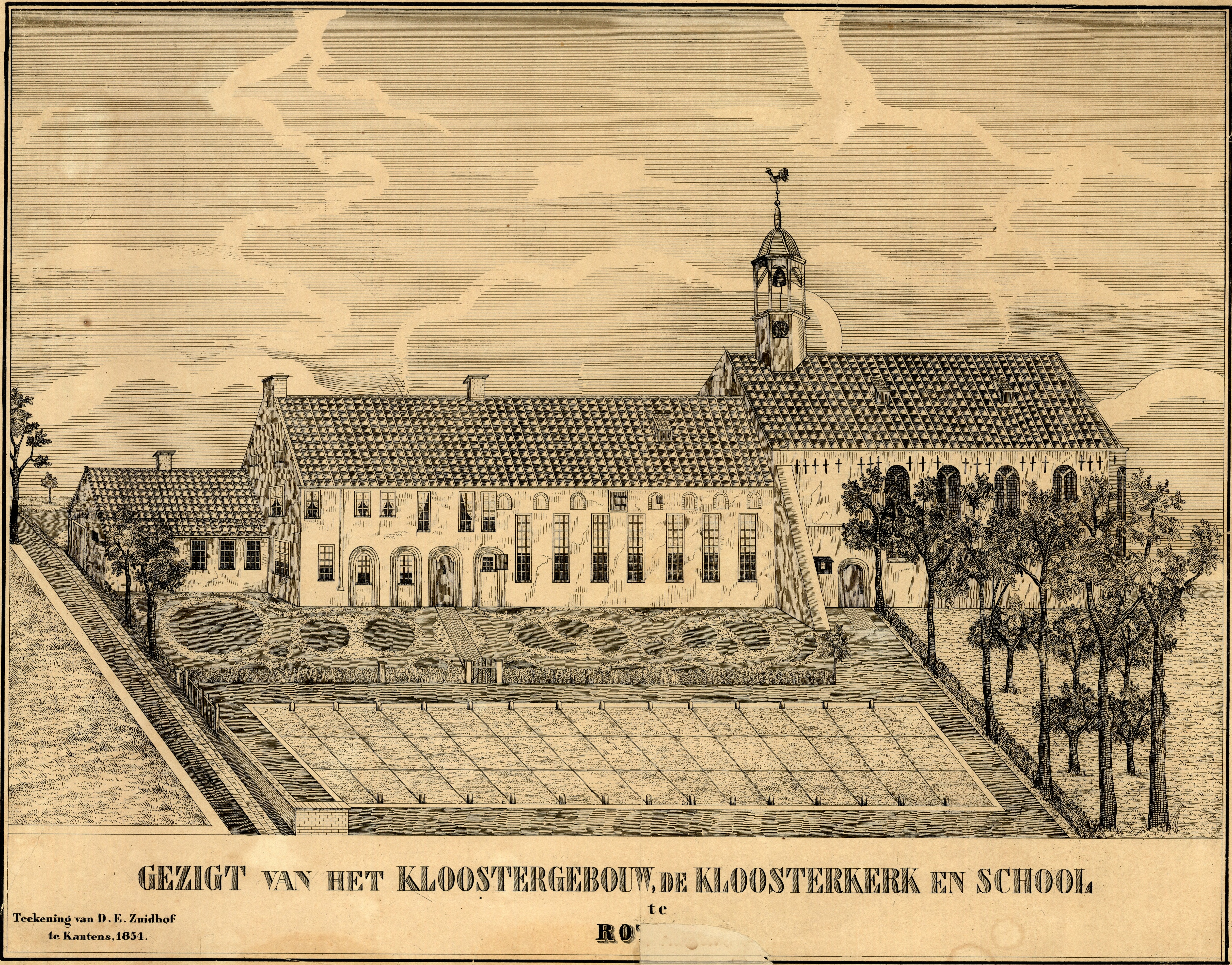
Панорама монастиря (1854)